# Endre Botka
Endre Botka (ur. 25 sierpnia 1994 w Budapeszcie) – węgierski piłkarz grający na pozycji obrońcy, reprezentant Węgier. Uczestnik Mistrzostw Europy 2020.

## Sukcesy

### Klubowe
Budapest Honvéd FC
- Mistrz Węgier (1×): 2016/2017

Ferencvárosi TC
- Mistrz Węgier (6×): 2018/2019, 2019/2020, 2020/2021, 2021/2022, 2022/2023, 2023/2024
- Zdobywca Pucharu Węgier (2×): 2016/2017, 2021/2022